# Trichocera carpathica
Trichocera carpathica is een muggensoort uit de familie van de wintermuggen (Trichoceridae). De wetenschappelijke naam van de soort is voor het eerst geldig gepubliceerd in 1996 door Stary & Martinovsky.